# Country Squire Lakes
Country Squire Lakes – jednostka osadnicza w Stanach Zjednoczonych, w stanie Indiana, w hrabstwie Jennings.